# 800 Kressmannia
800 Kressmannia eller 1915 WP är en asteroid i huvudbältet, som upptäcktes 20 mars 1915 av den tyske astronomen Max Wolf i Heidelberg. Den är uppkallad efter A. Kressmann.
Asteroiden har en diameter på ungefär 15 kilometer och den tillhör asteroidgruppen Flora.